# Lista odcinków serialu Castle
Poniżej znajduje się lista odcinków serialu telewizyjnego Castle – emitowanego przez amerykańską stację telewizyjną  ABC od 9 marca 2009 roku. W Polsce serial jest emitowany od 9 listopada 2009 roku przez Universal Channel, od 6 października 2010 roku przez TVP2, od 3 kwietnia 2012 roku przez AXN oraz przez TVN 7. Od 19 października 8 sezon Castle, nie jest już emitowany na Universal Channel, tylko na kanale 13 Ulica.
| Sezon | Sezon | Odcinki | Oryginalna emisja ABC | Oryginalna emisja ABC | Oryginalna emisja Universal Channel | Oryginalna emisja Universal Channel | Oryginalna emisja Universal Channel |
| Sezon | Sezon | Odcinki | Premiera sezonu       | Finał sezonu          | Premiera sezonu                     | Finał sezonu                        |                                     |
| ----- | ----- | ------- | --------------------- | --------------------- | ----------------------------------- | ----------------------------------- | ----------------------------------- |
|       | 1     | 10      | 9 marca 2009          | 11 maja 2009          | 9 listopada 2009                    | 11 stycznia 2010                    |                                     |
|       | 2     | 24      | 21 września 2009      | 17 maja 2010          | 1 lutego 2010                       | 21 czerwca 2010                     |                                     |
|       | 3     | 24      | 20 września 2010      | 16 maja 2011          | 28 lutego 2011                      | 11 lipca 2011                       |                                     |
|       | 4     | 23      | 19 września 2011      | 7 maja 2012           | 6 lutego 2012                       | 2 lipca 2012                        |                                     |
|       | 5     | 24      | 24 września 2012      | 13 maja 2013          | 4 lutego 2013                       | 15 lipca 2013                       |                                     |
|       | 6     | 23      | 23 września 2013      | 12 maja 2014          | 17 lutego 2014                      | 28 lipca 2014                       |                                     |
|       | 7     | 23      | 29 września 2014      | 11 maja 2015          | 21 października 2014                | brak danych                         |                                     |
|       | 8     | 22      | 21 września 2015      | 16 maja 2016          | brak danych                         | brak danych                         |                                     |

## Sezon 1 (2009)
| Nr | #  | Tytuł                          | Polski tytuł                     | Reżyseria     | Scenariusz                         | Premiera ABC     | Premiera Universal Channel |
| -- | -- | ------------------------------ | -------------------------------- | ------------- | ---------------------------------- | ---------------- | -------------------------- |
| 1  | 1  | Flowers for Your Grave         | Kwiaty na twój grób              | Rob Bowman    | Andrew W. Marlowe                  | 9 marca 2009     | 9 listopada 2009           |
| 2  | 2  | Nanny McDead                   | Niania Śmierć                    | John Terlesky | Barry Schindel                     | 16 marca 2009    | 16 listopada 2009          |
| 3  | 3  | Hedge Fund Homeboys            | Koledzy z firmy                  | Rob Bowman    | David Grae                         | 23 marca 2009    | 23 listopada 2009          |
| 4  | 4  | Hell Hath No Fury              | Gniew kobiety                    | Rob Bowman    | Andrew W. Marlowe                  | 30 marca 2009    | 30 listopada 2009          |
| 5  | 5  | A Chill Goes Through Her Veins | Chłód w jej żyłach               | Bryan Spicer  | Charles Murray                     | 6 kwietnia 2009  | 7 grudnia 2009             |
| 6  | 6  | Always Buy Retail              | Vodun                            | Jamie Babbit  | Gabrielle Stanton & Harry Werksman | 13 kwietnia 2009 | 14 grudnia 2009            |
| 7  | 7  | Home is Where the Heart Stops  | Tam dom twój, gdzie serca ustaje | Dean White    | Will Beall                         | 20 kwietnia 2009 | 21 grudnia 2009            |
| 8  | 8  | Ghosts                         | Duchy                            | Bryan Spicer  | Moira Kirland                      | 27 kwietnia 2009 | 28 grudnia 2009            |
| 9  | 9  | Little Girl Lost               | Zaginiona dziewczynka            | John Terlesky | Elizabeth Davis                    | 4 maja 2009      | 4 stycznia 2010            |
| 10 | 10 | A Death in the Family          | Śmierć w rodzinie                | Bryan Spicer  | Andrew W. Marlowe & Barry Schindel | 11 maja 2009     | 11 stycznia 2010           |

## Sezon 2 (2009-2010)
| Nr | #  | Tytuł                            | Polski tytuł                    | Reżyseria          | Scenariusz                                       | Premiera ABC         | Premiera Universal Channel |
| -- | -- | -------------------------------- | ------------------------------- | ------------------ | ------------------------------------------------ | -------------------- | -------------------------- |
| 11 | 1  | Deep in Death                    | Grzebiąc w przeszłości          | Rob Bowman         | Andrew W. Marlowe                                | 21 września 2009     | 1 lutego 2010              |
| 12 | 2  | The Double Down                  | Podwójna przegrana              | Rob Bowman         | David Grae                                       | 28 września 2009     | 1 lutego 2010              |
| 13 | 3  | Inventing the Girl               | Pokaz mody                      | Dwight Little      | Moira Kirland                                    | 5 października 2009  | 8 lutego 2010              |
| 14 | 4  | Fool Me Once...                  | Zrób ze mnie głupca             | Bryan Spicer       | Alexi Hawley                                     | 12 października 2009 | 8 lutego 2010              |
| 15 | 5  | When the Bough Breaks            | Złamany konar                   | John Terlesky      | René Echevarria                                  | 19 października 2009 | 15 lutego 2010             |
| 16 | 6  | Vampire Weekend                  | Weekend wampirów                | Karen Gaviola      | Terri Miller                                     | 26 października 2009 | 15 lutego 2010             |
| 17 | 7  | Famous Last Words                | Słynne ostatnie słowa           | Rob Bowman         | Jose Molina                                      | 2 listopada 2009     | 22 lutego 2010             |
| 18 | 8  | Kill the Messenger               | Zabić posłańca                  | Jonathan Frakes    | Terence Paul Winter                              | 9 listopada 2009     | 22 lutego 2010             |
| 19 | 9  | Love Me Dead                     | Kochaj mnie, gdy umrę           | Bryan Spicer       | Alexi Hawley                                     | 16 listopada 2009    | 1 marca 2010               |
| 20 | 10 | One Man's Treasure               | Podwójne życie                  | Helen Shaver       | Elizabeth Davis                                  | 23 listopada 2009    | 8 marca 2010               |
| 21 | 11 | The Fifth Bullet                 | Piąty pocisk                    | John Terlesky      | David Grae                                       | 7 grudnia 2009       | 15 marca 2010              |
| 22 | 12 | A Rose for Everafter             | Róża na zawsze                  | Bryan Spicer       | Alexi Hawley, Terri Miller & Terence Paul Winter | 11 stycznia 2010     | 22 marca 2010              |
| 23 | 13 | Sucker Punch                     | Nagły cios                      | Tom Wright         | Will Beall                                       | 18 stycznia 2010     | 29 marca 2010              |
| 24 | 14 | The Third Man                    | Trzeci człowiek                 | Rosemary Rodriguez | Terence Paul Winter                              | 25 stycznia 2010     | 5 kwietnia 2010            |
| 25 | 15 | Suicide Squeeze                  | Samobójczy uścisk               | David Barrett      | Jose Molina                                      | 8 lutego 2010        | 12 kwietnia 2010           |
| 26 | 16 | The Mistress Always Spanks Twice | Kochanka zawsze uderza dwa razy | Tom Wright         | Kate Sargeant                                    | 8 marca 2010         | 19 kwietnia 2010           |
| 27 | 17 | Tick, Tick, Tick...              | Tyk, tyk, tyk... - część 1      | Bryan Spicer       | Moira Kirland                                    | 22 marca 2010        | 3 maja 2010                |
| 28 | 18 | Boom!                            | Bum! - część 2                  | John Terlesky      | Elizabeth Davis                                  | 29 marca 2010        | 10 maja 2010               |
| 29 | 19 | Wrapped Up in Death              | Klątwa                          | Bill Roe           | Alexi Hawley                                     | 5 kwietnia 2010      | 17 maja 2010               |
| 30 | 20 | The Late Shaft                   | Spóźniona strzała               | Bryan Spicer       | David Grae                                       | 12 kwietnia 2010     | 24 maja 2010               |
| 31 | 21 | Den of Thieves                   | Złodzieje                       | John Terlesky      | Will Beall                                       | 19 kwietnia 2010     | 31 maja 2010               |
| 32 | 22 | Food to Die For                  | Śmierć kucharza                 | Ron Underwood      | Terri Miller                                     | 3 maja 2010          | 7 czerwca 2010             |
| 33 | 23 | Overkill                         | Kto pierwszy?                   | John Terlesky      | René Echevarria                                  | 10 maja 2010         | 14 czerwca 2010            |
| 34 | 24 | A Deadly Game                    | Śmiertelna gra                  | Rob Bowman         | Andrew W. Marlowe                                | 17 maja 2010         | 21 czerwca 2010            |

## Sezon 3 (2010-2011)
| Nr | #  | Tytuł                                  | Polski tytuł                         | Reżyseria         | Scenariusz          | Premiera ABC         | Premiera Universal Channel |
| -- | -- | -------------------------------------- | ------------------------------------ | ----------------- | ------------------- | -------------------- | -------------------------- |
| 35 | 1  | A Deadly Affair                        | Śmiertelna sprawa                    | Rob Bowman        | Andrew W. Marlowe   | 20 września 2010     | 28 lutego 2011             |
| 36 | 2  | He's Dead, She's Dead                  | On martwy, ona martwa                | John Terlesky     | Moira Kirland       | 27 września 2010     | 7 marca 2011               |
| 37 | 3  | Under the Gun                          | Pod bronią                           | Bryan Spicer      | Alexi Hawley        | 4 października 2010  | 14 marca 2011              |
| 38 | 4  | Punked                                 | Kula sprzed wieków                   | Rob Bowman        | David Grae          | 11 października 2010 | 21 marca 2011              |
| 39 | 5  | Anatomy of a Murder                    | Anatomia zabójstwa                   | John Terlesky     | Terence Paul Winter | 18 października 2010 | 28 marca 2011              |
| 40 | 6  | 3XK                                    | Potrójny zabójca                     | Bill Roe          | David Amann         | 25 października 2010 | 4 kwietnia 2011            |
| 41 | 7  | Almost Famous                          | Prawie sławny                        | Félix Alcalá      | Elizabeth Davis     | 1 listopada 2010     | 11 kwietnia 2011           |
| 42 | 8  | Murder Most Fowl                       | Morderstwo i porwanie                | Bryan Spicer      | Matt Pyken          | 8 listopada 2010     | 18 kwietnia 2011           |
| 43 | 9  | Close Encounters of the Murderous Kind | Bliskie spotkania zabójczego stopnia | Bethany Rooney    | Shalisha Francis    | 15 listopada 2010    | 25 kwietnia 2011           |
| 44 | 10 | Last Call                              | Ostatnie wezwanie                    | Bryan Spicer      | Scott Williams      | 6 grudnia 2010       | 2 maja 2011                |
| 45 | 11 | Nikki Heat                             | Nikki Heat                           | Jeff Bleckner     | David Grae          | 3 stycznia 2011      | 9 maja 2011                |
| 46 | 12 | Poof! You're Dead                      | Pif paf! Nie żyjesz                  | Millicent Shelton | Terri Miller        | 10 stycznia 2011     | 16 maja 2011               |
| 47 | 13 | Knockdown                              | Cios                                 | Tom Wright        | Will Beall          | 24 stycznia 2011     | 23 maja 2011               |
| 48 | 14 | Lucky Stiff                            | Los na loterii                       | Emile Levisetti   | Alexi Hawley        | 7 lutego 2011        | 30 maja 2011               |
| 49 | 15 | The Final Nail                         | Ostatni gwóźdź                       | John Terlesky     | Moira Kirland       | 14 lutego 2011       | 6 czerwca 2011             |
| 50 | 16 | Setup                                  | Pułapka - część 1                    | Rob Bowman        | David Amann         | 21 lutego 2011       | 13 czerwca 2011            |
| 51 | 17 | Countdown                              | Odliczanie - część 2                 | Bill Roe          | Andrew W. Marlowe   | 28 lutego 2011       | 13 czerwca 2011            |
| 52 | 18 | One Life to Lose                       | Jedno życie                          | David M. Barrett  | Elizabeth Davis     | 21 marca 2011        | 20 czerwca 2011            |
| 53 | 19 | Law & Murder                           | Prawo i morderstwo                   | Jeff Bleckner     | Terence Paul Winter | 28 marca 2011        | 20 czerwca 2011            |
| 54 | 20 | Slice of Death                         | Kawałek śmierci                      | Steve Boyum       | Scott Williams      | 4 kwietnia 2011      | 27 czerwca 2011            |
| 55 | 21 | The Dead Pool                          | Martwy basen                         | Paul Holahan      | Matt Pyken          | 11 kwietnia 2011     | 27 czerwca 2011            |
| 56 | 22 | To Love and Die in L.A.                | Kochać i umrzeć w L.A.               | John Terlesky     | Alexi Hawley        | 2 maja 2011          | 4 lipca 2011               |
| 57 | 23 | Pretty Dead                            | Piękny trup                          | Jeff Bleckner     | Terri Miller        | 9 maja 2011          | 4 lipca 2011               |
| 58 | 24 | Knockout                               | Nokaut                               | Rob Bowman        | Will Beall          | 16 maja 2011         | 11 lipca 2011              |

## Sezon 4 (2011-2012)
| Nr | #  | Tytuł                       | Polski tytuł                 | Reżyseria        | Scenariusz                       | Premiera ABC         | Premiera Universal Channel |
| -- | -- | --------------------------- | ---------------------------- | ---------------- | -------------------------------- | -------------------- | -------------------------- |
| 59 | 1  | Rise                        | Początek                     | Rob Bowman       | Andrew W. Marlowe                | 19 września 2011     | 6 lutego 2012              |
| 60 | 2  | Heroes & Villains           | Bohaterowie i złoczyńcy      | Jeff Bleckner    | David Amann                      | 26 września 2011     | 13 lutego 2012             |
| 61 | 3  | Head Case                   | Wielka głowa                 | Holly Dale       | David Grae                       | 3 października 2011  | 20 lutego 2012             |
| 62 | 4  | Kick the Ballistics         | Balistyka                    | Rob Bowman       | Moira Kirland                    | 10 października 2011 | 27 lutego 2012             |
| 63 | 5  | Eye of the Beholder         | Oko obserwatora              | John Terlesky    | Shalisha Francis                 | 17 października 2011 | 5 marca 2012               |
| 64 | 6  | Demons                      | Demony                       | Bill Roe         | Rob Hanning                      | 24 października 2011 | 12 marca 2012              |
| 65 | 7  | Cops & Robbers              | Gliny i złodzieje            | Bryan Spicer     | Terence Paul Winter              | 31 października 2011 | 19 marca 2012              |
| 66 | 8  | Heartbreak Hotel            | Hotel Heartbreak             | Bill Roe         | Elizabeth Davis                  | 7 listopada 2011     | 26 marca 2012              |
| 67 | 9  | Kill Shot                   | Zabójczy strzał              | David M. Barrett | Alexi Hawley                     | 21 listopada 2011    | 2 kwietnia 2012            |
| 68 | 10 | Cuffed                      | W kajdankach                 | John Terlesky    | Terri Miller & Andrew W. Marlowe | 5 grudnia 2011       | 16 kwietnia 2012           |
| 69 | 11 | Till Death Do Us Part       | Póki śmierć nas nie rozłączy | Jeff Bleckner    | David Grae                       | 9 stycznia 2012      | 23 kwietnia 2012           |
| 70 | 12 | Dial M for Mayor            | B dla Burmistrza             | Kate Woods       | Christine Boylan                 | 16 stycznia 2012     | 30 kwietnia 2012           |
| 71 | 13 | An Embarrassment of Bitches | Zakłopotanie ladacznic       | Tom Wright       | Rob Hanning                      | 23 stycznia 2012     | 7 maja 2012                |
| 72 | 14 | The Blue Butterfly          | Niebieski motyl              | Chuck Bowman     | Terence Paul Winter              | 6 lutego 2012        | 14 maja 2012               |
| 73 | 15 | Pandora                     | Pandora - część 1            | Bryan Spicer     | David Amann                      | 13 lutego 2012       | 21 maja 2012               |
| 74 | 16 | Linchpin                    | Zatyczka - część 2           | Rob Bowman       | Andrew W. Marlowe                | 20 lutego 2012       | 28 maja 2012               |
| 75 | 17 | Once Upon a Crime           | Bajkowe przestępstwo         | Jeff Bleckner    | Kate Sargeant                    | 27 lutego 2012       | 4 czerwca 2012             |
| 76 | 18 | A Dance with Death          | Taniec ze śmiercią           | Kevin Hooks      | Moira Kirland                    | 19 marca 2012        | 11 czerwca 2012            |
| 77 | 19 | 47 Seconds                  | 47 sekund                    | Paul Holahan     | Shalisha Francis                 | 26 marca 2012        | 18 czerwca 2012            |
| 78 | 20 | The Limey                   | Anglik                       | Bill Roe         | Elizabeth Davis                  | 2 kwietnia 2012      | 25 czerwca 2012            |
| 79 | 21 | Headhunters                 | Łowcy głów                   | John Terlesky    | Alexi Hawley                     | 16 kwietnia 2012     | 25 czerwca 2012            |
| 80 | 22 | Undead Again                | Znowu żywy                   | Bill Roe         | Christine Boylan                 | 30 kwietnia 2012     | 2 lipca 2012               |
| 81 | 23 | Always                      | Zawsze                       | Rob Bowman       | Terri Miller & Andrew W. Marlowe | 7 maja 2012          | 2 lipca 2012               |

## Sezon 5 (2012-2013)
| Nr  | #  | Tytuł                          | Polski tytuł                        | Reżyseria        | Scenariusz                                         | Premiera ABC         | Premiera Universal Channel |
| --- | -- | ------------------------------ | ----------------------------------- | ---------------- | -------------------------------------------------- | -------------------- | -------------------------- |
| 82  | 1  | After the Storm                | Po burzy                            | Rob Bowman       | David Amann                                        | 24 września 2012     | 4 lutego 2013              |
| 83  | 2  | Cloudy with a Chance of Murder | Pochmurnie z możliwością morderstwa | Kate Woods       | Elizabeth Beall                                    | 1 października 2012  | 11 lutego 2013             |
| 84  | 3  | Secret's Safe with Me          | Sekret jest ze mną bezpieczny       | John Terlesky    | Terence Paul Winter                                | 8 października 2012  | 18 lutego 2013             |
| 85  | 4  | Murder, He Wrote               | Napisał: morderstwo                 | Rob Bowman       | David Grae                                         | 15 października 2012 | 25 lutego 2013             |
| 86  | 5  | Probable Cause                 | Prawdopodobna przyczyna             | John Terlesky    | Andrew W. Marlowe                                  | 29 października 2012 | 4 marca 2013               |
| 87  | 6  | The Final Frontier             | Granica                             | Jonathan Frakes  | Kate Sargeant                                      | 5 listopada 2012     | 11 marca 2013              |
| 88  | 7  | Swan Song                      | Piosenka łabędzia                   | David M. Barrett | Rob Hanning                                        | 12 listopada 2012    | 18 marca 2013              |
| 89  | 8  | After Hours                    | Po godzinach                        | David M. Barrett | Shalisha Francis                                   | 19 listopada 2012    | 25 marca 2013              |
| 90  | 9  | Secret Santa                   | Sekretny Mikołaj                    | Paul Holahan     | Christine Roum                                     | 3 grudnia 2012       | 1 kwietnia 2013            |
| 91  | 10 | Significant Others             | Istotni                             | Holly Dale       | Terence Paul Winter                                | 7 stycznia 2013      | 8 kwietnia 2013            |
| 92  | 11 | Under the Influence            | Pod presją                          | John Terlesky    | Elizabeth Beall                                    | 14 stycznia 2013     | 15 kwietnia 2013           |
| 93  | 12 | Death Gone Crazy               | Śmierć zwariowała                   | Bill Roe         | Jason Wilborn                                      | 21 stycznia 2013     | 22 kwietnia 2013           |
| 94  | 13 | Recoil                         | Odrzut                              | Tom Wright       | Rob Hanning & Cooper McMains Teleplay: Rob Hanning | 4 lutego 2013        | 29 kwietnia 2013           |
| 95  | 14 | Reality Star Struck            | Gwiazda reality uderza              | Larry Shaw       | David Grae                                         | 11 lutego 2013       | 6 maja 2013                |
| 96  | 15 | Target                         | Cel - część 1                       | Bill Roe         | David Amann                                        | 18 lutego 2013       | 13 maja 2013               |
| 97  | 16 | Hunt                           | Polowanie - część 2                 | Rob Bowman       | Andrew W. Marlowe                                  | 25 lutego 2013       | 20 maja 2013               |
| 98  | 17 | Scared to Death                | Śmiertelnie przerażony              | Ron Underwood    | Shalisha Francis                                   | 11 marca 2013        | 27 maja 2013               |
| 99  | 18 | The Wild Rover                 | Dziki wędrowiec                     | Rob Hardy        | Terence Paul Winter                                | 25 marca 2013        | 3 czerwca 2013             |
| 100 | 19 | The Lives of Others            | Cudze życie                         | Larry Shaw       | Terri Miller & Andrew W. Marlowe                   | 1 kwietnia 2013      | 10 czerwca 2013            |
| 101 | 20 | The Fast and the Furriest      | Szybcy i futrzaści                  | Jonathan Frakes  | Christine Roum                                     | 15 kwietnia 2013     | 17 czerwca 2013            |
| 102 | 21 | The Squab and the Quail        | Gołąb i przepiórka                  | Paul Holohan     | Jason Wilborn & Adam Frost                         | 22 kwietnia 2013     | 24 czerwca 2013            |
| 103 | 22 | Still                          | Stój nieruchomo                     | Bill Roe         | Rob Hanning                                        | 29 kwietnia 2013     | 1 lipca 2013               |
| 104 | 23 | The Human Factor               | Czynnik ludzki                      | Bill Roe         | David Amann                                        | 6 maja 2013          | 8 lipca 2013               |
| 105 | 24 | Watershed                      | Przełom                             | John Terlesky    | Andrew W. Marlowe                                  | 13 maja 2013         | 15 lipca 2013              |

## Sezon 6 (2013-2014)
| Nr  | #  | Tytuł                          | Polski tytuł            | Reżyseria      | Scenariusz                               | Premiera ABC          | Premiera Universal Channel |
| --- | -- | ------------------------------ | ----------------------- | -------------- | ---------------------------------------- | --------------------- | -------------------------- |
| 106 | 1  | Valkyrie                       | Valkiria                | John Terlesky  | Rob Hanning                              | 23 września 2013      | 17 lutego 2014             |
| 107 | 2  | Dreamworld                     | Kryptonim „Dreamworld”  | Tom Wright     | David Grae                               | 30 września 2013      | 24 lutego 2014             |
| 108 | 3  | Need to Know                   | Potrzebuję, by wiedzieć | Larry Shaw     | Elizabeth Beall                          | 7 październiaka 2013  | 3 marca 2014               |
| 109 | 4  | Number One Fan                 | Fan numer jeden         | John Terlesky  | Terence Paul Winter                      | 14 październiaka 2013 | 10 marca 2014              |
| 110 | 5  | Time Will Tell                 | Czas pokaże             | Rob Bowman     | Terri Miller & Andrew W. Marlowe         | 21 październiaka 2013 | 17 marca 2014              |
| 111 | 6  | Get a Clue                     | Wskazówka               | Holly Dale     | Christine Roum                           | 28 październiaka 2013 | 24 marca 2014              |
| 112 | 7  | Like Father, Like Daughter     | Jaki ojciec, taka córka | Paul Holohan   | Marc Dube                                | 4 listopada 2013      | 31 marca 2014              |
| 113 | 8  | A Murder is Forever            | Morderstwo jest wieczne | Bill Roe       | Chad Gomez Creasey & Dara Resnik Creasey | 11 listopada 2013     | 7 kwietnia 2014            |
| 114 | 9  | Disciple                       | Uczeń                   | Rob Bowman     | David Amann                              | 18 listopada 2013     | 14 kwietnia 2014           |
| 115 | 10 | The Good, the Bad and the Baby | Dobry, zły i dziecko    | John Terlesky  | Terri Miller                             | 25 listopada 2013     | 28 kwietnia 2014           |
| 116 | 11 | Under Fire                     | Pod ogniem              | Paul Holahan   | Andrew W. Marlowe & David Amann          | 6 stycznia 2014       | 5 maja 2014                |
| 117 | 12 | Deep Cover                     | Tajniak                 | Tom Wright     | Terence Paul Winter                      | 13 stycznia 2014      | 12 maja 2014               |
| 118 | 13 | Limelight                      | W świetle reflektorów   | Bill Roe       | Rob Hanning                              | 20 stycznia 2014      | 19 maja 2014               |
| 119 | 14 | Dressed to Kill                | Zabójcze ubranie        | Jeannot Szwarc | Elizabeth Beall                          | 3 lutego 2014         | 26 maja 2014               |
| 120 | 15 | Smells Like Teen Spirit        | Czuć duch nastolatki    | Kevin Hooks    | Chad Gomez Creasey & Dara Resnik Creasey | 17 lutego 2014        | 2 czerwca 2014             |
| 121 | 16 | Room 147                       | Pokój 147               | Bill Roe       | Adam Frost                               | 24 lutego 2014        | 9 czerwca 2014             |
| 122 | 17 | In the Belly of the Beast      | W brzuchu bestii        | Rob Bowman     | Andrew W. Marlowe & David Amann          | 3 marca 2014          | 16 czerwca 2014            |
| 123 | 18 | The Way of the Ninja           | Droga ninji             | Larry Shaw     | Christine Roum & Shawn Waugh             | 17 marca 2014         | 23 czerwca 2014            |
| 124 | 19 | The Greater Good               | Dla większego dobra     | Holly Dale     | David Grae                               | 24 marca 2014         | 30 czerwca 2014            |
| 125 | 20 | That '70s Show                 | Lata siedemdziesiąte    | John Terlesky  | David Amann                              | 21 kwietnia 2014      | 7 lipca 2014               |
| 126 | 21 | Law & Boarder                  | Prawnik i skejt         | Tom Wright     | Jim Adler                                | 28 kwietnia 2014      | 14 lipca 2014              |
| 127 | 22 | Veritas                        | Prawda                  | Rob Bowman     | Rob Hanning & Terence Paul Winter        | 5 maja 2014           | 21 lipca 2014              |
| 128 | 23 | For Better or Worse            | Na dobre i złe          | John Terlesky  | Terri Miller & Andrew W. Marlowe         | 12 maja 2014          | 28 lipca 2014              |

## Sezon 7 (2014-2015)
| Nr  | #  | Tytuł                        | Polski tytuł                     | Reżyseria         | Scenariusz                               | Premiera ABC         | Premiera Universal Channel |
| --- | -- | ---------------------------- | -------------------------------- | ----------------- | ---------------------------------------- | -------------------- | -------------------------- |
| 129 | 1  | Driven                       | Zaginiony                        | Rob Bowman        | David Amann                              | 29 września 2014     | 21 października 2014       |
| 130 | 2  | Montreal                     | Montreal                         | Alrick Riley      | Andrew W. Marlowe                        | 6 października 2014  | 28 października 2014       |
| 131 | 3  | Clear and Present Danger     | Niebezpieczeństwo                | Kate Woods        | Chad Gomez Creasey & Dara Resnik Creasey | 13 października 2014 | 4 listopada 2014           |
| 132 | 4  | Child's Play                 | W oczach dziecka                 | Rob Bowman        | Rob Hanning                              | 20 października 2014 | 11 listopada 2014          |
| 133 | 5  | Meme is Murder               | Sieć morderstw                   | Bill Roe          | Jim Adler                                | 27 października 2014 | 18 listopada 2014          |
| 134 | 6  | Time of Our Lives            | Najwyższy czas                   | Paul Holahan      | Terri Edda Miller                        | 10 listopada 2014    | 25 listopada 2014          |
| 135 | 7  | Once Upon A Time In The West | Pewnego razu na Dzikim Zachodzie | Alrick Riley      | Terence Winter                           | 17 listopada 2014    | 2 grudnia 2014             |
| 136 | 8  | Kill Switch                  | Zakładnicy                       | Jeannot Szwarc    | David Amann                              | 24 listopada 2014    | 9 grudnia 2014             |
| 137 | 9  | Last Action Hero             | Bohater ostatniej akcji          | Paul Holahan      | Christine Roum                           | 1 grudnia 2014       | 20 stycznia 2015           |
| 138 | 10 | Bad Santa                    | Zły Mikołaj                      | Bill Roe          | Chad Gomez Creasey, Dara Resnik Creasey  | 8 grudnia 2014       | 27 stycznia 2015           |
| 139 | 11 | Castle, P.I.                 | Prywatny detektyw                | Milan Cheylov     | Rob Hanning                              | 12 stycznia 2015     | 3 lutego 2015              |
| 140 | 12 | Private Eye Caramba!         | Zabójstwo z telenoweli           | Hanelle Culpepper | Adam Frost                               | 19 stycznia 2015     | 10 lutego 2015             |
| 141 | 13 | I, Witness                   | Naoczny świadek                  | Tom Wright        | Terence Paul Winter, Amanda Johns        | 2 lutego 2015        | 17 lutego 2015             |
| 142 | 14 | Resurrection                 | Zmartwychwstanie                 | Bill Roe          | David Amann                              | 9 lutego 2015        | 24 lutego 2015             |
| 143 | 15 | Reckoning                    | Porachunki                       | Rob Bowman        | Andrew W. Marlowe                        | 16 lutego 2015       | 10 marca 2015              |
| 144 | 16 | The Wrong Stuff              | Nie z tej ziemi                  | Paul Holahan      | Terri Miller                             | 23 lutego 2015       | 17 marca 2015              |
| 145 | 17 | Hong Kong Hustle             | Pomoc z Hong Kongu               | Jann Turner       | Chad Gomez Creasey                       | 16 marca 2015        | 7 kwietnia 2015            |
| 146 | 18 | At Close Range               | Zamach                           | Bill Roe          | Jim Adler                                | 23 marca 2015        | 14 kwietnia 2015           |
| 147 | 19 | Habeas Corpse                | Litera prawa                     | Kate Woods        | Rob Hanning                              | 30 marca 2015        | 21 kwietnia 2015           |
| 148 | 20 | Sleeper                      | Terapia                          | Paul Holahan      | David Amann                              | 20 kwietnia 2015     | 12 maja 2015               |
| 149 | 21 | In Plane Sight               | Śmierć w przestworzach           | Bill Roe          | Dara Resnik Creasey                      | 27 kwietnia 2015     | 19 maja 2015               |
| 150 | 22 | Dead from New York           | Zabójczy show                    | Jeannot Szwarc    | Terence Paul Winter                      | 4 maja 2015          | 26 maja 2015               |
| 151 | 23 | Hollander’s Woods            | Las Hollandera                   | Paul Holahan      | Andrew W. Marlowe, Terri Edda Miller     | 11 maja 2015         | 2 czerwca 2015             |

## Sezon 8 (2015-2016)
| Nr  | #  | Tytuł                       | Polski tytuł                         | Reżyseria         | Scenariusz                        | Premiera ABC         | Premiera 13 Ulica    |
| --- | -- | --------------------------- | ------------------------------------ | ----------------- | --------------------------------- | -------------------- | -------------------- |
| 152 | 1  | XY                          | XY                                   | Rob Bowman        | Terence Paul Winter, Alexi Hawley | 21 września 2015     | 19 października 2015 |
| 153 | 2  | XX                          | XX                                   | Paul Holahan      | Terence Paul Winter, Alexi Hawley | 28 września 2015     | 26 października 2015 |
| 154 | 3  | PhDead                      | Mord na uczelni                      | Rob Bowman        | Chad Creasey                      | 5 października 2015  | 2 listopada 2015     |
| 155 | 4  | What Lies Beneath...        | Ukryty idol                          | Larry Shaw        | Barry O'Brien                     | 12 października 2015 | 9 listopada 2015     |
| 156 | 5  | The Nose                    | Wyczuleni                            | Steve Robin       | Nancy Kiu                         | 19 października 2015 | 16 listopada 2015    |
| 157 | 6  | Cool Boys                   | Fajne chłopaki                       | Paul Holahan      | Alexi Hawley                      | 9 listopada 2015     | 30 listopada 2015    |
| 158 | 7  | The Last Seduction          | Ostatnie kuszenie                    | John Terlesky     | Robert Hanning                    | 16 listopada 2015    | 7 grudnia 2015       |
| 159 | 8  | Mr. & Mrs. Castle           | Pan & Pani Castle                    | Jeff Bleckner     | Christine Roum                    | 23 listopada 2015    | 13 grudnia 2015      |
| 160 | 9  | Tone Death                  | Beztalencie                          | Hanelle Culpepper | Robert Bella                      | 8 lutego 2016        | 25 lutego 2016       |
| 161 | 10 | Witness for the Prosecution | Świadek oskarżenia                   | Bill Roe          | Terence Paul                      | 14 lutego 2016       | 3 marca 2016         |
| 161 | 11 | Dead Red                    | Śmierć w ambasadzie                  | Jeannot Szwarc    | Jim Adler                         | 15 lutego 2016       | 10 marca 2016        |
| 162 | 12 | The Blame Game              | Kto jest winny?                      | Jessica Yu        | Michael Zebede                    | 22 lutego 2016       | 17 marca 2016        |
| 163 | 13 | And Justice For All         | Sprawiedliwość dla wszystkich        | Kate Woods        | Adam Frost                        | 29 lutego 2016       | 24 marca 2016        |
| 164 | 14 | The G.D.S.                  | Stowarzyszenie genialnych detektywów | John Terlesky     | Alexi Hawley                      | 7 marca 2016         | 31 marca 2016        |
| 165 | 15 | Fidelis Ad Mortem           | Kodeks rekruta                       | Rob Bowman        | Chad Gomez                        | 21 marca 2016        | 21 kwietnia 2016     |
| 166 | 16 | Heartbreaker                | Serce nie sługa                      | Tom Wright        | Barry O'Brien                     | 4 kwietnia 2016      | 28 kwietnia 2016     |
| 168 | 17 | Death Wish                  | Życzenie śmierci                     | Bill Roe          | Stephanie Hicks                   | 11 kwietnia 2016     | 5 maja 2016          |
| 169 | 18 | Backstabber                 | Zdrajca                              | Jessica Yu        | Robert Bella                      | 18 kwietnia 2016     | 12 maja 2016         |
| 170 | 19 | Dead Again                  | Nieśmiertelny                        | Bill Roe          | Rob Hanning                       | 25 kwietnia 2016     | 19 maja 2016         |
| 171 | 20 | Much Ado About Murder       |                                      | Hanelle Culpepper | Christine Roum                    | 2 maja 2016          | 26 maja 2016         |
| 172 | 21 | Hell to Pay                 |                                      | John Terlesky     | Jim Adler, Adam Frost, Nancy Kiu  | 9 maja 2016          | 2 czerwca 2016       |
| 173 | 22 | Crossfire                   |                                      | Rob Bowman        | Alexi Hawley, Terence Paul Winter | 16 maja 2016         | 9 czerwca 2016       |